# رالف أوبراين
رالف أوبراين (بالإنجليزية: Ralph O'Brien)‏ مواليد 8 أبريل 1928 في كنتاكي، هو لاعب كرة سلة أمريكي معتزل. بدأ مسيرته الاحترافية في سنة 1951. يبلغ طوله 5 قدم 9 بوصة (1.8 م). لعب مع بالتيمور باليتس في الرابطة الوطنية لكرة السلة. اعتزل اللعب في 1953.

## روابط خارجية
- رالف أوبراين على موقع إن بي أي (الإنجليزية)
- رالف أوبراين على موقع سبورتس رفرنس (الإنجليزية)
- رالف أوبراين على موقع كلية كرة السلة في سبورتس رفرنس.كوم (الإنجليزية)
- رالف أوبراين على موقع ريلجم (الإنجليزية)
- رالف أوبراين على موقع بروبوليرز (الإنجليزية)